# Houdault (architectes)
François I, II et III Houdault sont des architectes français du XVIIe siècle, membres d'une famille d'architectes français et originaires du comté de Laval.

## Origine et famille
Gilles et Marie Corbineau ont pour mère Marie Beaugrand, qui s'est mariée en deuxièmes noces avec Pierre Corbineau. Elle est la veuve d'un architecte François Houdault (François I Houdault). Marie Beaugrand avait apporté en dot à Pierre Corbineau de maigres biens et deux enfants mineurs. François II Houdault est l'époux de Françoise Fayau. Ils ont 6 enfants, dont 3 filles, et 3 garçons.
Sa fille Catherine, épouse le 20 août 1675, en l'église de la Trinité de Laval François Huguet, fils de feu Jean Huguet et de défunte Anne Vilarde. De François Huguet et Catherine Houdault naquit Jean-François Huguet, baptisé le 29 décembre 1679,  il est « ingénieur du Roy ».

## François II Houdault
Il apprend son métier d'architecte avec Gilles Corbineau dans les ateliers de son beau-père Pierre Corbineau. Sous son nom de François Houdault, sieur du Fresne, il exécute des travaux d'architecture, mais il devient difficile à partir de 1675 de le distinguer de son fils, nommé lui aussi François Houdault, sieur du Fresne (François III Houdault).
François II est dans un marché de marbre de 1642 passé par Pierre Corbineau pour 26 balustres probablement destinées au château de Thouars. François II habite Château-Gontier en 1646. Les habitants de Parigné lui demande alors de construire le maître-autel de leur église suivant et conformément au dessein représenté par luy et sur lequel il avait déjà marchandé un autre autel en l'ezglise de Saint-Berthevin.. L'élèvement des deux retables doit être simultané en termes de date. Houdault élève à Saint-Berthevin un deuxième autel dédié à la Vierge. Il n'y a pas d'éléments qui indiquent l'activité de François Houdault de 1647 à 1659.
Il est établi dans la paroisse Saint-Laurent de Rennes, en 1659. En 1659, il conclut un marché avec la Confrérie de la Congrégation des Hommes pour la construction d'un autel dans la chapelle établie dans le Collège des Jésuites de Rennes
Il termine en 1666 à Mayenne le maître-autel de l'église Saint-Martin. Il réalise à Alexain deux petits autels. Il réalise en 1667 le maître-autel de La Gouesnière pour Thomas Porée, chanoine de Saint-Malo  et seigneur de La Gouasnière qui lui passe commande en 1662. Il travaille à Mayenne et à La Gouesnière avec le sculpteur Gervais Delabarre.
En 1668, il est maitre architecte demeurant en ceste ville, paroisse de la Trinité de Laval. En 1669, il passe marché avec les paroissiens de Grenoux pour la construction d'un autel de tuffeau et de marbre. Il réalise l'autel Saint-Antoine de l'église des Cordeliers de Laval en 1669. À la demande de la Confrérie de l'Immaculée-Conception, il édifie un autel de la Vierge dans l'église Saint-Martin de Vitré.
Il assiste au mariage de sa fille Catherine avec l'architecte François Huguet en 1675. Il est de retour à Rennes où il ouvre de nouveaux chantiers. Le contrat signé par lui et son fils François en 1673 concerne le retable lavallois de l'église Toussaints de Rennes. Cette construction est difficile : le 2 septembre 1677, une sentence du Présidial de Rennes condamne les deux architectes à respecter leurs engagements. Le travail est achevé avant octobre 1679, date du règlement définitif et de la quittance réciproque.

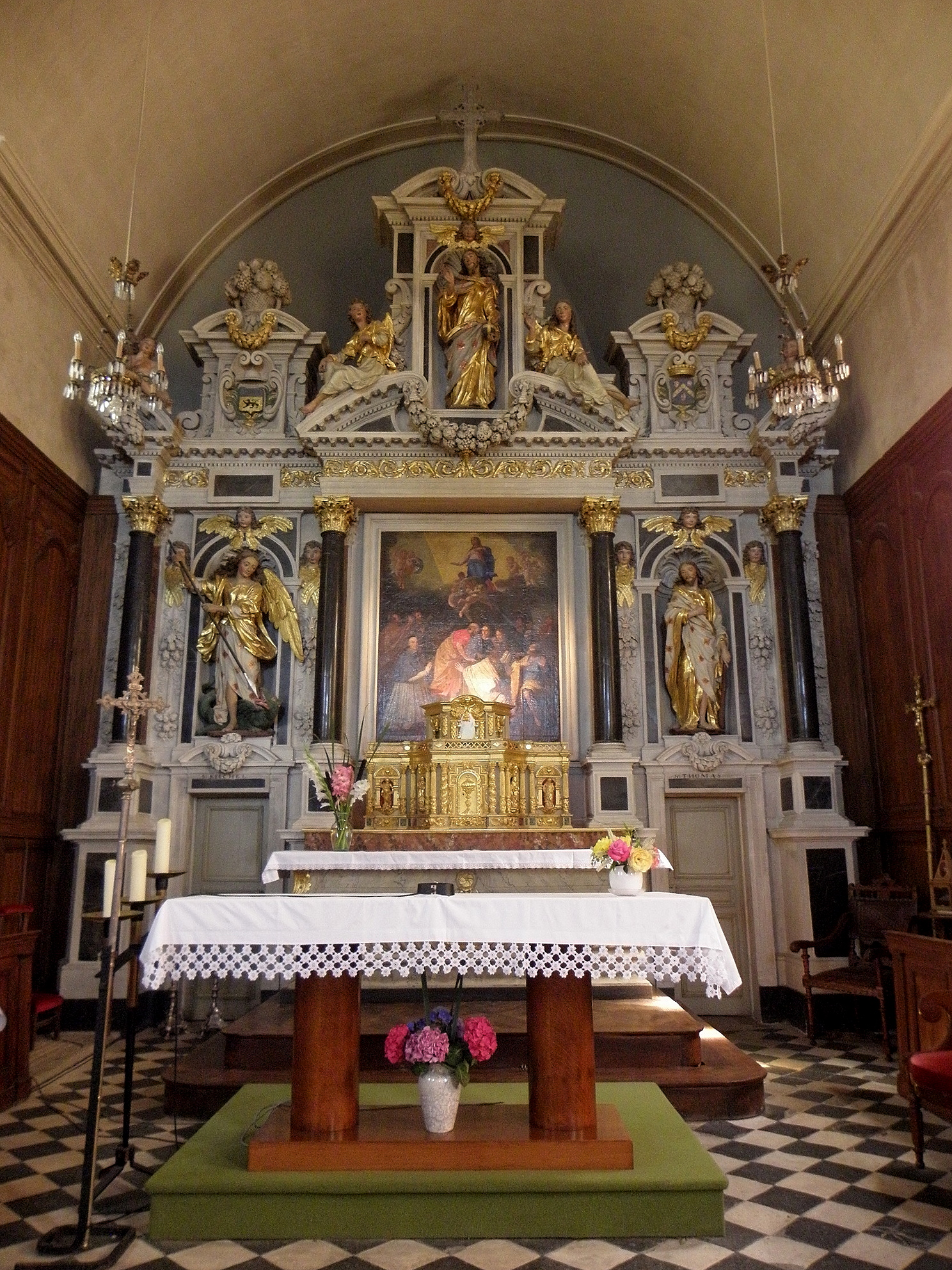
Le retable du maître-autel de l'église de La Gouesnière.
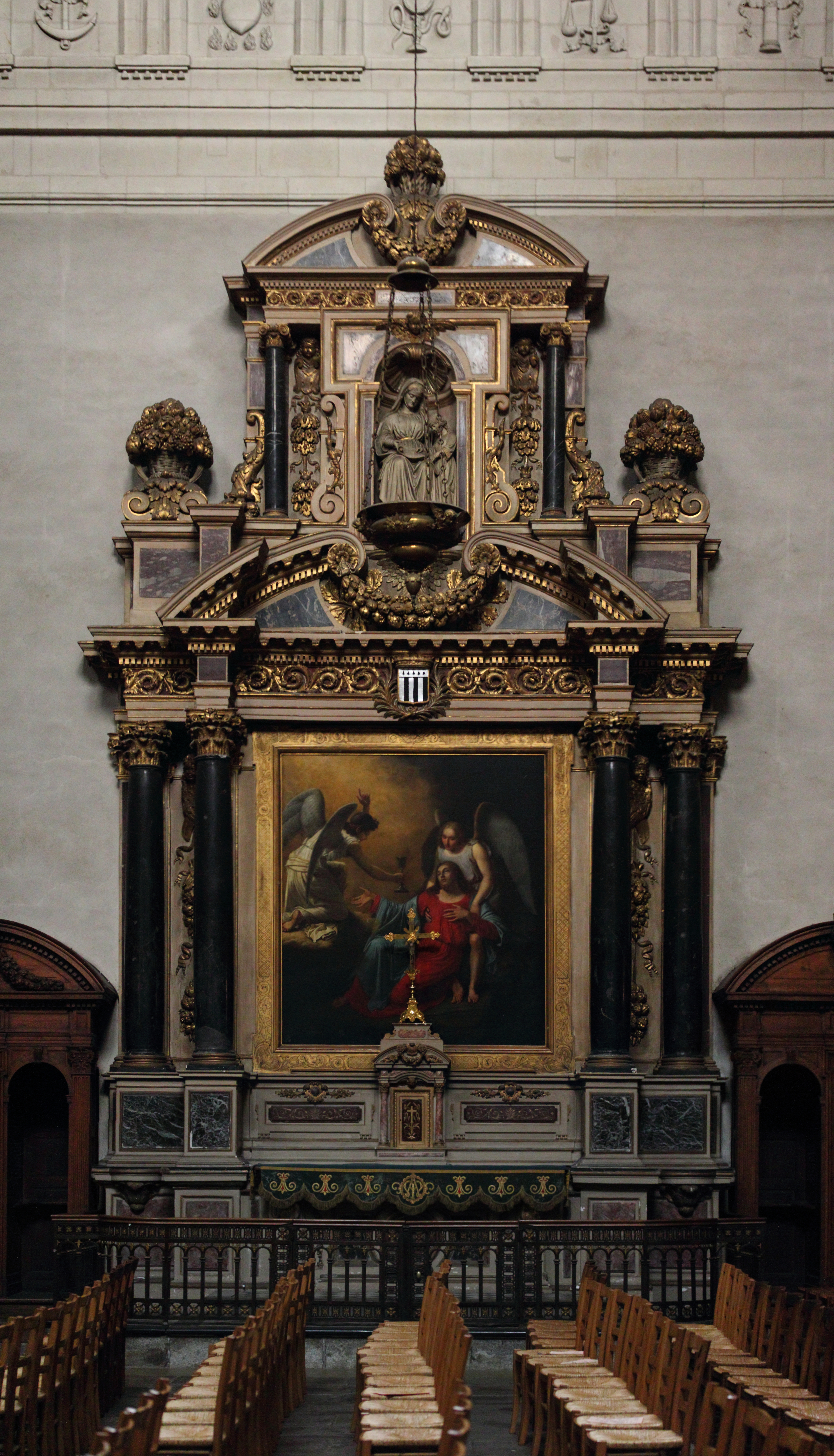
Le retable sud de l'église Toussaints de Rennes.

En 1673 et 1674, les Houdault travaillent sur les deux autels latéraux de l'église des Jésuites de Rennes, et à la construction du maître-autel de Gennes-sur-Seiche entre 1675 et 1676. il est terminé en 1678. François II Houdault meurt entre 1677 et 1679.
Le retable de l'église paroissiale de Vergéal est attribué par Jacques Salbert à François II Houdault.

## François III Houdault
Il est le seul avec son beau-frère Huguet à reprendre le métier familial d'architecte. Il collabore tout d'abord avec son père. En 1682, il élève le maître-autel de la chapelle des Carmélites de Ploërmel. En 1683, revenu à Laval. Il construit pour l'église de la Trinité de Laval un cul-de-lampe de marbre noir posé au bas de la niche qui est à l'Autel de la Vierge de l'église de ladite paroisse, pour recevoir la statue ou la figure de la Vierge, faicte de marbe blanc qui a esté donnée par le sieur Julien Fardeau, marchand...'.
En 1684, il élève à Montjean des autels à l'entrée du chœur. Il aurait aussi construit selon P. Maloubier-Tournier un petit autel à Piré-sur-Seiche, dans la chapelle du cimetière. Le 15 février 1688, il signe un marché de deux autels latéraux avec les paroissiens de Bazougers.
En 1693, Houdault habite alors la paroisse Saint-Germain de Rennes. Le 18 janvier 1693, il commande 16 colonnes de marbre et 3 tours de niches qui doivent être livrés à Nantes pour la Fête-Dieu. Le 4 février 1694, Pierre et Françoise Houdault comptaient aux marbriers Cuvelier et Gaullier 120 livres pour prix de « certains ouvrages de marbre » fournis à Nantes à leur frère et dont l'évaluation avait donné lieu à un procès. 
François Houdault décède à La Rochelle le 13 novembre 1693. Il est possible qu'il est travaillé alors pour les Cordeliers de La Rochelle. Il meurt sans enfants de sa femme Françoise Hoyau.